# Venceslau Fernandes (ciclista, 1945)
Venceslau Domingues Fernandes (Perosinho, 22 de Abril de 1945) é um antigo ciclista português.
Foi vencedor da Volta a Portugal em bicicleta no ano de 1984 quando já contava 39 anos de idade, prova onde conseguiu entre outras classificações mais modestas, um segundo, terceiro, quarto, sexto, sétimo, oitavo e 3 nonos lugares ao serviço de clubes como o Benfica, Porto, Benfica de Luanda, Ambar, Ajacto, Sangalhos, Aldoar, Leixões e Académico do Porto.
Ao fim de 25 anos a pedalar, terminou a sua carreira com 46 anos de idade, motivo pelo qual era chamado carinhosamente de "Velho Lau".
Em dezembro de 2017 atropelado por um automóvel, em Santa Maria da Feira, e ficou gravemente ferido. Venceslau Fernandes seguia de bicicleta na EN1, em frente ao Pingo Doce de Lourosa, quando foi colhido e projetado. O antigo ciclista sofreu fraturas na clavícula, na bacia e ainda em três costelas, que lhe provocaram uma lesão num pulmão.
É pai da atleta de triatlo Vanessa Fernandes e do ciclista profissional homónimo Venceslau Fernandes, e irmao do antigo ciclista ,falecido devido a queda de um pinheiro, José Domingues Fernandes, e do também antigo ciclista Antonio Alberto Domingues Fernandes

## Palmares
- 1º Grande Prémio Jornal de Notícias 1980
- 1º GP Internacional Torres Vedras - Trofeu Joaquim Agostinho
- 1º Volta a Portugal 1984
- 1º Clássica Porto-Lisboa 1976
- 1º Rapport Toer 1976

## Equipas
- 1991 Quintanilha
- 1990 Alguerra - Componauto
- 1989 Grundfos - Sangalhos
- 1988 Recer - Sangalhos
- 1986 Ajacto - Morphy Richards
- 1975 Sport Lisboa e Benfica
- 1974 Sport Lisboa e Benfica - Banco Fernandes Magalhães
- 1973 Sport Lisboa e Benfica - Viagens Mercury
- 1973 Futebol Clube do Porto - Safina Alcatifas
- 1972 Sport Lisboa e Benfica - Mercury Turismo
- 1971 Möbel Märki - Bonanza
- 1971 Sangalhos - S.I.S. - Sachs
- 1970 Ambar
- 1966 Cedemi